# حسن کفائی
میرزا حسن کفائی معروف به آیت‌الله‌زاده خراسانی (۱۲۸۱ یا ۱۲۸۲ نجف - ۱۹ مرداد ۱۳۳۳ تهران) فرزند آخوند خراسانی  و نماینده 
مشهد در مجلسین سنا و شورای ملی بود.
فرزندانش آخوند بر اساس کتاب مهم پدرشان کفایة الاصول نام خانوادگی کفائی بر خود گذاشتند. حسن کوچکترین فرزند آخوند خراسانی بود و پدرش را در خردسالی (هشت یا نه سالگی) از دست داد. 
پس از تحصیلات دینی در نجف به ایران رفت.پس از تحصیلات دینی در نجف به ایران رفت و در سال ۱۳۰۵ در دوره ششم مجلس شورای ملی که نخستین دوره‌ای بود که در دوران پادشاهی رضا شاه تشکیل شد، به نمایندگی مشهد به مجلس رفت. در دوره‌های هفتم و هشتم نیز نماینده مشهد بود و در دوره‌های نهم و دهم از درگز به مجلس رفت. 

پس از شهریور ۱۳۲۰ و سقوط رضاشاه، کفائی در انتخابات دوره چهاردهم مجلس شورای ملی بار دیگر به نمایندگی مشهد برگزیده شد. او در دوره دوم مجلس سنا که در ۱۳۳۲ گشایش یافت، سناتور انتصابی مشهد شد و در همین سمت هم از دنیا رفت.
میرزا حسن کفائی در سلک روحانیت بود اما در زمان رضاشاه به اجبار عمامه از سر برداشت هرچند خوی و خصلت روحانی را همیشه با خود داشت. او همچون برادر بزرگش میرزا  محمد آقازاده خراسانی در آرامگاه عبدالعظیم در شهر ری به خاک سپرده شد.